# Bernd Roos
Bernd Roos (* 1. September 1967 in Miltenberg) ist ein ehemaliger deutscher Handballspieler.
Seine Karriere begann Roos im Odenwald beim TV Kirchzell. 1988 wechselte er dann zum Erstligisten TV Großwallstadt. In der Bundesliga erzielte Roos für den TVG  in 392 Spielen 1856 Tore, davon 795 per Siebenmeter. Mit dieser Quote lag er zum Saisonende 2008/09 in der „Ewigen Torschützenliste der Handball-Bundesliga“ auf dem 9. Platz. Für Deutschland hat Roos 130 Länderspiele bestritten, in denen er 500 Tore (davon 142 per Siebenmeter) warf. 2003 wechselte der gelernte Kaufmann wieder zum TV Kirchzell. 2007 beendete er im vierzigsten Lebensjahr seine aktive Karriere.
Ab der Saison 2009/10 war Roos Trainer beim Landesligisten TV Hardheim 1895. Nach Unstimmigkeiten mit der Mannschaft trat er am 30. Oktober 2010 zurück. Ab Juli 2011 bis zum Sommer 2014 war er Trainer des Landesligisten TV Fränkisch-Crumbach. Ab der Saison 2015/16 bis zum Saisonende 2017/18 trainierte er den Bezirksoberligisten HSG Aschafftal.

## Erfolge
- Deutscher Meister 1990
- Deutscher Pokalsieger 1989
- Euro-City-Cup-Sieger 2000
- 5. Platz bei den Olympischen Spielen 2000 in Sydney
- 9. Platz bei der Europameisterschaft 2000 in Kroatien
- 5. Platz bei der Weltmeisterschaft 1999 in Ägypten
- 9. Platz bei der Europameisterschaft 1994 in Portugal
- 6. Platz bei der Weltmeisterschaft 1993 in Schweden
- 10. Platz bei den Olympischen Spielen 1992 in Barcelona